# Dayan Jan
Dayan Jan (/ˈdaɪən xɑːn/; mongol: Даян Хаан [ˈtajɴ ˈχaːɴ]), nacido en Batumöngke (mongol medio: [b̥atʰʊ̆møŋkʰĕ], mongol moderno: [paʰtmɵŋx]; chino: 巴圖蒙克túméngkè; 1472-1517) fue un jagan de la dinastía Yuan del Norte, que reinó de 1480 a 1517. Durante su gobierno, reunió a los mongoles bajo la supremacía chingisida. Su título reinante, "Dayan", significa «el conjunto» o «de larga duración» en idioma mongol, ya que fue el jagan con el reinado más largo de los mongoles unificados. Dayan Jan eliminó el poder de los Oirates y abolió el sistema taishi utilizado por los señores de la guerra locales y extranjeros. La victoria de Dayan Khan en Dalan Tergin reunificó a los mongoles y solidificó su identidad como pueblo chingisidas. Su decisión de dividir los seis tumenes del este de Mongolia como feudos para sus hijos creó un gobierno descentralizado pero sobre la meseta de Mongolia durante un siglo.